# Johann Carrasso
Johann Carrasso (Aviñón, Francia, 7 de mayo de 1988), futbolista francés. Juega de portero, hermano del futbolista Cédric Carrasso, que también juega como guardameta.

## Selección nacional
Ha sido internacional con la Selección de fútbol de Francia Sub-21, con la que jugó en seis partidos.

## Clubes
| Club                           | País    | Año       |
| ------------------------------ | ------- | --------- |
| Montpellier Hérault Sport Club | Francia | 2007-2010 |
| Stade Rennes                   | Francia | 2010-2011 |
| AS Monaco                      | Francia | 2011-2012 |
| FC Metz                        | Francia | 2012      |
| Stade de Reims                 | Francia | 2012-2013 |
| FC Metz                        | Francia | 2013-2016 |
| Stade de Reims                 | Francia | 2016-2019 |